# نجم ثانی
امیر یاراحمد خوزانی اصفهانی ملقب به نجم ثانی (مرگ ۸۹۱ خ./۹۱۸ ق) وکیل نفس نفیس همایون شاه اسماعیل یکم صفوی و سردار سپاه وی بود.

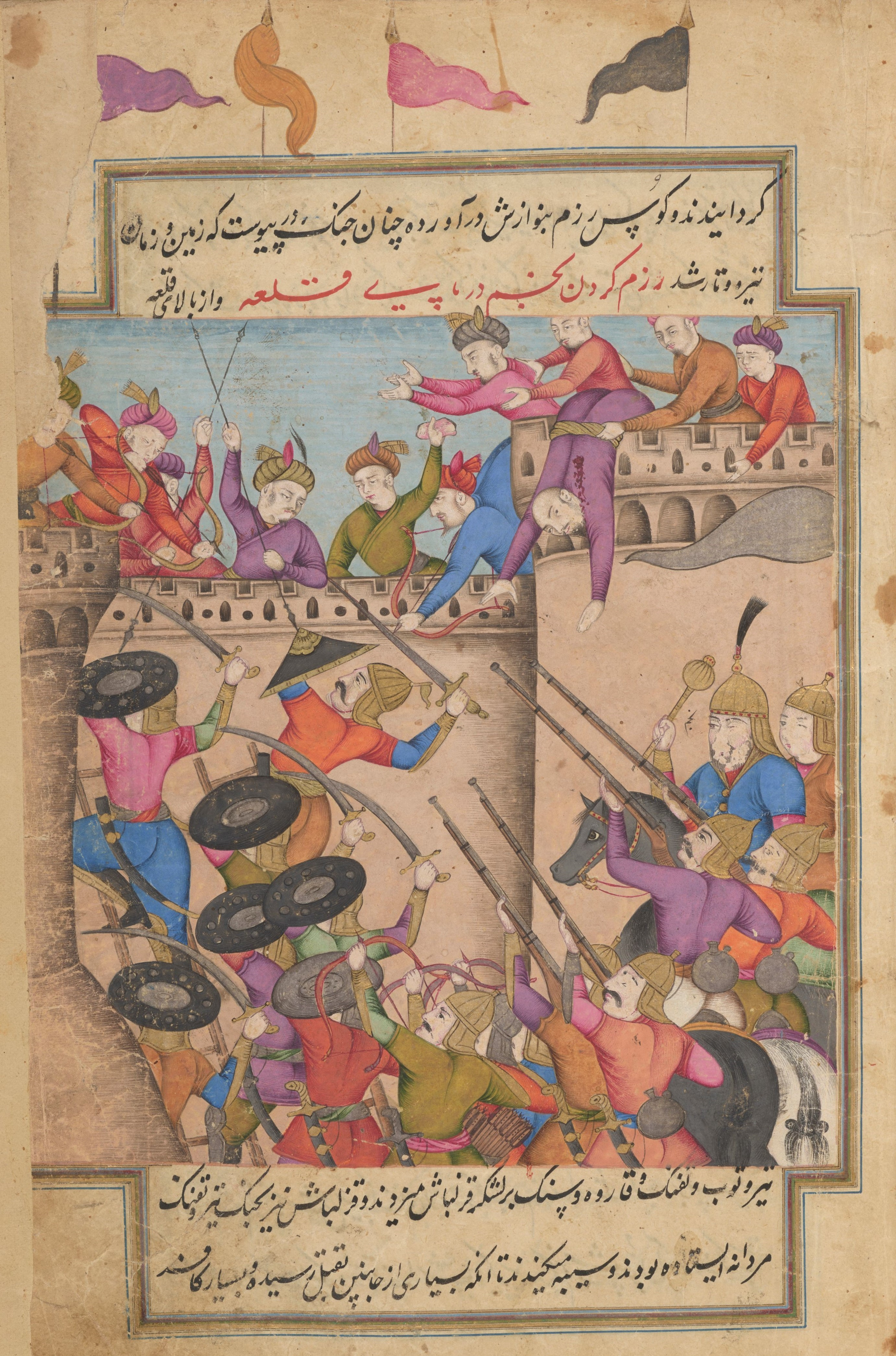
تسخیر قلعه قرشی توسط نجم ثانی از کتاب تاریخ جهان آرای شاه اسماعیل.

در سال ۸۸۸ خورشیدی (۹۱۵ ق) پس از درگذشت وزیر نجم مسعود گیلانی در خامنه، شاه اسماعیل یکم وزارت را به امیر یاراحمد خوزانی اصفهانی سپرد و او را نجم ثانی نامید. از نخستین کارهای نجم ثانی کشتن میرزا بیگ علایی قزوینی - از کارکنان دیوانی - است.
در عالم‌آرای شاه اسماعیل دربارهٔ انتخاب نجم ثانی آمده‌است: «چون نجم [رشتی] فرزند رشید نداشت شاه، رئیس یاراحمد خوزانی را رشید می‌دانست جای او را که وکالت شاه بود و مهر شاه در گردن نجم بود، مرشد کامل رئیس را به وکالت نفس همایون سربلند نمود. گفت: من می‌خواهم نام نجم همیشه در زبان من باشد. تو را نجم ثانی بگویند. آن بود که رئیس یار احمد خوزانی نجم ثانی شد، اما در قهر صد برابر نجم بود».
در سال ۸۹۰، بابر تیموری (مؤسس پادشاهی گورکانی هند) که هنوز به هند دست نیافته بود و قصد داشت که بر تخت پدران تیموری خود در ماوراءالنهر بنشیند، با کمک سپاهیان ایرانی سمرقند را از ازبکان گرفت و بر تخت نشست ولی به دلیل دوستی با ایرانیان شیعه، مورد نفرت مردم ماوراءالنهر قرار گرفت و پس از شکست از ازبکان از آنجا رانده شد.
شاه اسماعیل در اواخر سال ۸۹۰، نجم ثانی را به فرماندهی سپاه برای کمک به بابر برگزید و سرداران نامداری مانند زین العابدین صفوی، پیری بیگ قاجار و بادنجان سلطان روملو را همراه او کرد. در اواخر اسفند ۸۹۰ نجم ثانی از قم به سوی خراسان رهسپار شد.
در مهر ۸۹۱، نجم ثانی و بابر در ناحیه بند آهنین به هم رسیدند. پس از آن سپاهیان ایران شهر قرشی را تصرف کردند و همه ۱۵ هزار تن مردم آنجا را کشتند و به دستور نجم ثانی تنها از خون سادات و شیعیان گذشتند. نجم ثانی بعد از قتل عام در قلعه قرشی گفت: «حال اندک دلم تسلی شد. عوض قتل عام چنگيز و امير تيمور را کردم». پس از آن سپاهیان قزلباش به همراه بابر به سوی بخارا رهسپار شدند. ازبکان در قلعه غجدوان پناه گرفتند. نجم ثانی و برخی از سرداران که با وضع آنجا آشنا بودند از بابر خواستند که از محاصره آنجا دست بکشند و بازگردند ولی بابر بر جنگ تأکید داشت. به دلیل غرور بابر و دشمنی سرداران قزلباش با او، برخی از سرداران سپاه از وی رو برتافتند و به خراسان بازگشتند و در سپاه ایران اختلاف پیش آمد. از سوی دیگر سپاهیان ایرانی به دلیل نرسیدن آذوقه به شدت گرسنه و بی‌رمق بودند.
سرانجام در روز جمعه ۱ آذر ۸۹۱ (۳ رمضان ۹۱۸ قمری) جنگ غجدوان با یورش ازبکها به سپاه قزلباش آغاز شد و ایرانیان شکست سختی خوردند و نجم ثانی و دیگر سرداران کشته شدند. در پی این شکست شمار زیادی از سربازان ایرانی کشته شدند و ترکستان و ماوراءالنهر و خراسان به دست ازبکها افتاد اما شاه اسماعیل یکم خراسان را از چنگ ازبکها بیرون آورد و به شرط اینکه به خراسان هجوم نیاورند از تصرف ترکستان چشم پوشید.